# Fotografie v Iráku

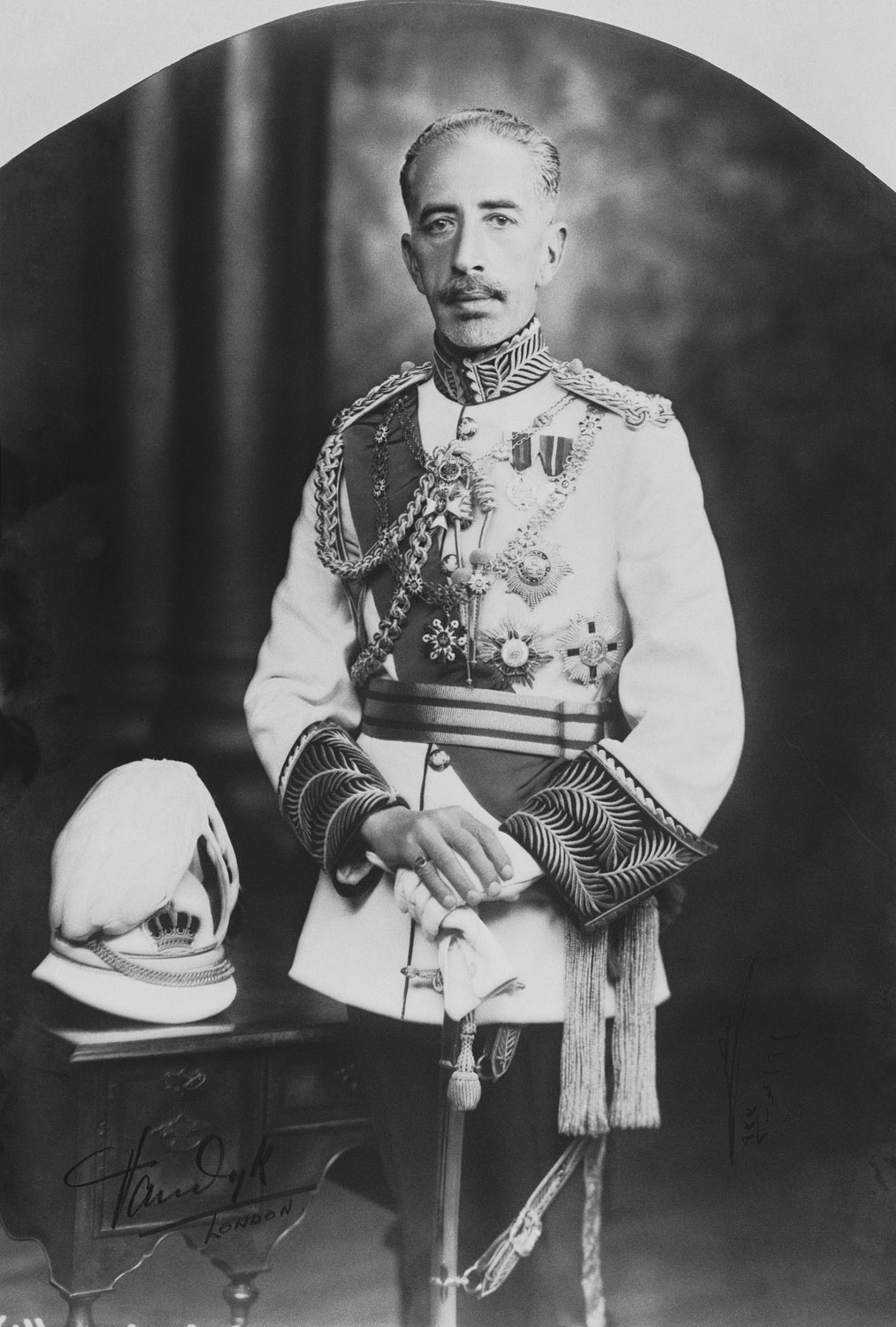
Irácký král Fajsal I. přispěl k popularizaci fotografie tím, že nechal pořídit portrét sobě i své manželce. Autor: Carl Vandyk, 1920–1930

Fotografie v Iráku je součástí historie země. Podobně jako v ostatních státech, byl vývoj techniky, řemesla a umění fotografie mimo jiné důsledkem změny technologie, zlepšování ekonomických a politických podmínek a míry uznání fotografie jako svéprávné formy umění. Fotografie se v Iráku vyvíjela za spoluúčasti a zájmu od počátků tohoto umění ve světě fotografie až do dnešních dní.

## Historie
Irácké umění bylo po celou dobu své historie ovlivňováno válkami, revolucemi a častými politickými změnami. Po staletí bylo hlavním městem Bagdád středověké centrum literárního a uměleckého arabského světa, ale jeho umělecké tradice utrpěly v rukou mongolských útočníků ve 13. století. Během dalších období vzkvétala, například za vlády Pir Budaqu nebo pod osmanskou vládou v 16. století, kdy byl Bagdád známý svými osmanskými miniaturami. Během vlády Safavidů bylo irácké umění ovlivňováno perským uměním a stalo se centrem poezie i umění. Ve 20. století, umělecké oživení, které kombinovalo tradici i moderní techniky, přineslo mnoho pozoruhodných básníků, malířů a sochařů, kteří přispěli k inventáři veřejných uměleckých děl, zejména v Bagdádu. Tito umělci jsou na Středním východě vysoce ceněni a někteří si získali mezinárodní uznání. Irácké hnutí moderního umění mělo zásadní vliv na panarabské umění obecně.
Americká historička umění Nada Shabout zdůrazňuje, že irácké umění zůstává z velké části bez dokladů. Západ má o iráckém umění jen velmi málo představ. Problémy spojené s dokumentováním úplného obrazu iráckého umění byly umocněny skutečností, že mnoho umělců 20. století, historiků umění a filozofů bylo donuceno odejít do exilu, kde jsou izolováni od svého dědictví a současných postupů. Velká část uměleckého dědictví Iráku byla navíc během období revoluce, války a politických nepokojů vypleněna nebo zničena.

## 19. století
Až do 20. století neměl Irák tradici malby na malířském stativu. Tradiční umění, které zahrnovalo zpracování kovů, výrobu a tkaní koberců, foukání skla, keramické dlaždice, kaligrafii a nástěnné malby, se v 19. století hojně praktikovalo. Některé tradiční postupy vysledovaly jejich původ až k Asyřanům z 9. století. V 19. století však byli malíři nástěnných maleb obecně považováni spíše za řemeslníky než za umělce – ačkoli v tradiční islámské společnosti nebyl rozdíl mezi umělci a řemeslníky dobře definován. Je známo několik jmenovaných osob, včetně malíře Abbuda „židovského“ Naqqaše a kaligrafa, malíře a dekoratéra; Hashim al-Khattat („Hashim Calligrapher“, počátek 20. století, zemřel 1973) a Niazi Mawlawi hashim (19. století), ale je známo relativně málo podrobností o jejich životě a kariéře.
Na konci 19. století vedl vzestup nacionalistických a intelektuálních hnutí v arabském světě k výzvám k arabsko-islámskému kulturnímu obrození. Umělci a intelektuálové cítili, že růst západních vlivů představuje hrozbu pro arabskou kulturní identitu. Ve stejné době, kdy místní umělci začali přijímat západní praktiky, jako je například malba na malířském stativu. také vědomě hledali odlišný národní styl.
Vědci poukazují na to, že o fotografii v Iráku je známo jen velmi málo. Irák přijal fotografii (a kinematografii) jako průmyslovou a uměleckou formu relativně pomalu a pozdě kvůli náboženským a sociálním zákazům pořizování fotografií a obrazových znázornění. První fotoaparát se v Iráku objevil až v roce 1895, když se irácký fotograf Abdul-Karim Tiouti z Basry vrátil do Iráku po cestě do Indie, kde studoval umění fotografie. Založil fotografické studio a této profesi se věnoval mnoho let.

## 20. století
Koncem 19. století a začátkem 20. století se v arabských zemích vyskytuje slovo známé jako Nahda. Tento termín se volně překládá jako „obrození“ nebo „renesance“. Nahda se stala významným kulturním hnutím, které ovlivnilo všechny formy umění – architekturu, literaturu, poezii a výtvarné umění.

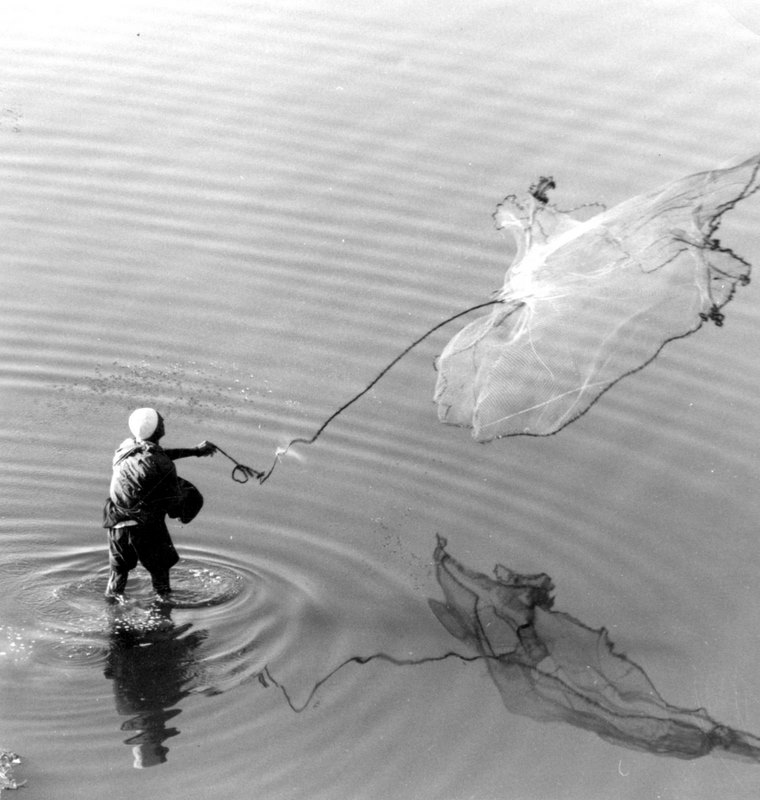
Casting the Net fotografie Murada al-Daghistaniho, který zachycoval všední život a práci lidí v Mosulu ve 30. letech

V prvních desetiletích 20. století přispělo k šíření fotografie několik faktorů. Nejprve britští a evropští archeologové začali pomocí fotografie dokumentovat starověká místa ve druhé polovině 19. století. Fotoaparát používali také náboženští misionáři k dokumentaci historických náboženských míst. Tyto aktivity vystavily místní Iráčany této technologii a poskytly mladým mužům pracovní příležitosti jako fotografové a kameramani pomáhající archeologickým týmům. Například ve 20. a na počátku 30. let se americký antropolog profesor Henry Field účastnil několika expedic do starověkých mezopotámských lokalit a ve svých publikacích uznal pomoc iráckého fotografa jménem Shauqat (který byl synovcem fotografa Abdula-Karima Tioutiho). Spisovatelka Gertrude Bell také uvádí, že v roce 1925 v Bagdádu učila mladého chlapce proces výroby fotografií. Druhým faktorem bylo, že ve 20. letech 20. století král Faisal I. zařídil fotografický portrét sobě i své manželce, čímž popularizoval portrétní fotografii.
V letech následujících po první světové válce přijela do Iráku řada fotografů. Někteří z nich byli vysídlení Arméni, kteří měli předchozí zkušenosti s prací s technickým vybavením, včetně fotografických kamer. Tito raní fotografové se většinou věnovali fotografování vojenských scén a personálu. Kolem tentokrát fotograf jménem Tartaran zřídil ateliér u vchodu do Mosulské základní školy. Odtamtud mohli místní školní děti pozorovat fotografa při práci. Vlivný mosulský fotograf Murad al-Daghistani, který se specializoval na zachycení každodenních života a práce prostých lidí v Mosulu, možná spatřil svou vášeň pro fotografování poté, když viděl, jak Tartaran vytváří fotografie ve své temné komoře. Do 40. let 20. století se počet fotografických ateliérů rozšířil, zejména v Mosulu, Basře a Bagdádu. Mezi významné irácké fotografy 20. století patří mimo jiné: Amri Salim, Hazem Bak, Murad al-Daghistani, Covadis Makarian, Sami Nasrawi, Ahmed Al-Qabbani, Jassem Al-Zubaidi, Fouad Shaker nebo Rashad Ghazi.
Nejstarší fotografové používali toto médium k záznamu iráckého způsobu života, který při „modernizaci“ země mohl být ztracen. Fotograf Latif al-Ani, který je často označován jako „otec irácké fotografie“, se velmi zajímal o dokumentaci kosmopolitního iráckého života v padesátých letech. V polovině 20. století se fotografie stala populárním prostředkem pro vyjádření společenských a politických zájmů. Umělkyně Jananne al-Ani ve své práci zkoumala dichotomii Orientu a Occidentu a také pomocí fotografie zpochybňovala nošení závoje, zatímco Halim Alkarim používá rozmazané obrazy k naznačení politické nestability Iráku.
Celá řada fotografů přestala fotografovat v roce 1979, kdy režim Saddáma Husajna zakázal fotografování na veřejnosti. Fotografování na veřejnosti bylo nejen nebezpečné, ale řada umělců ztrácela svůj optimistický výhled na budoucnost Iráku. Stejně jako u mnoha iráckých umělců byla velká část fotografických archivů zničena nebo vypleněna během americké invaze do Iráku v roce 2003. Přesto se podařilo archivu Arab Image Foundation dochovat řádově stovky význmaných fotografií.

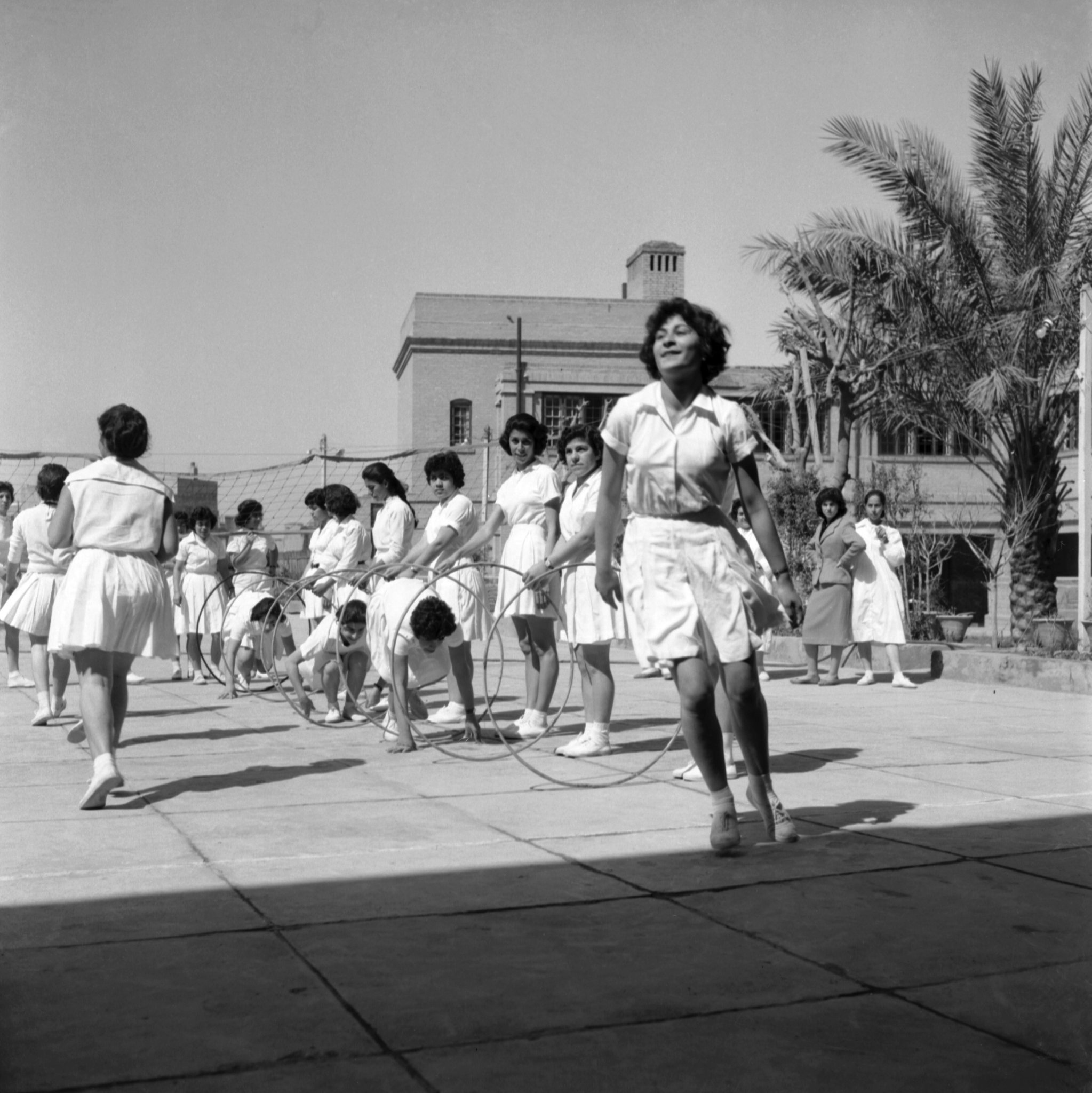
Latif al-Ani: Střední škola Al-Aqida, Bagdád, 1961
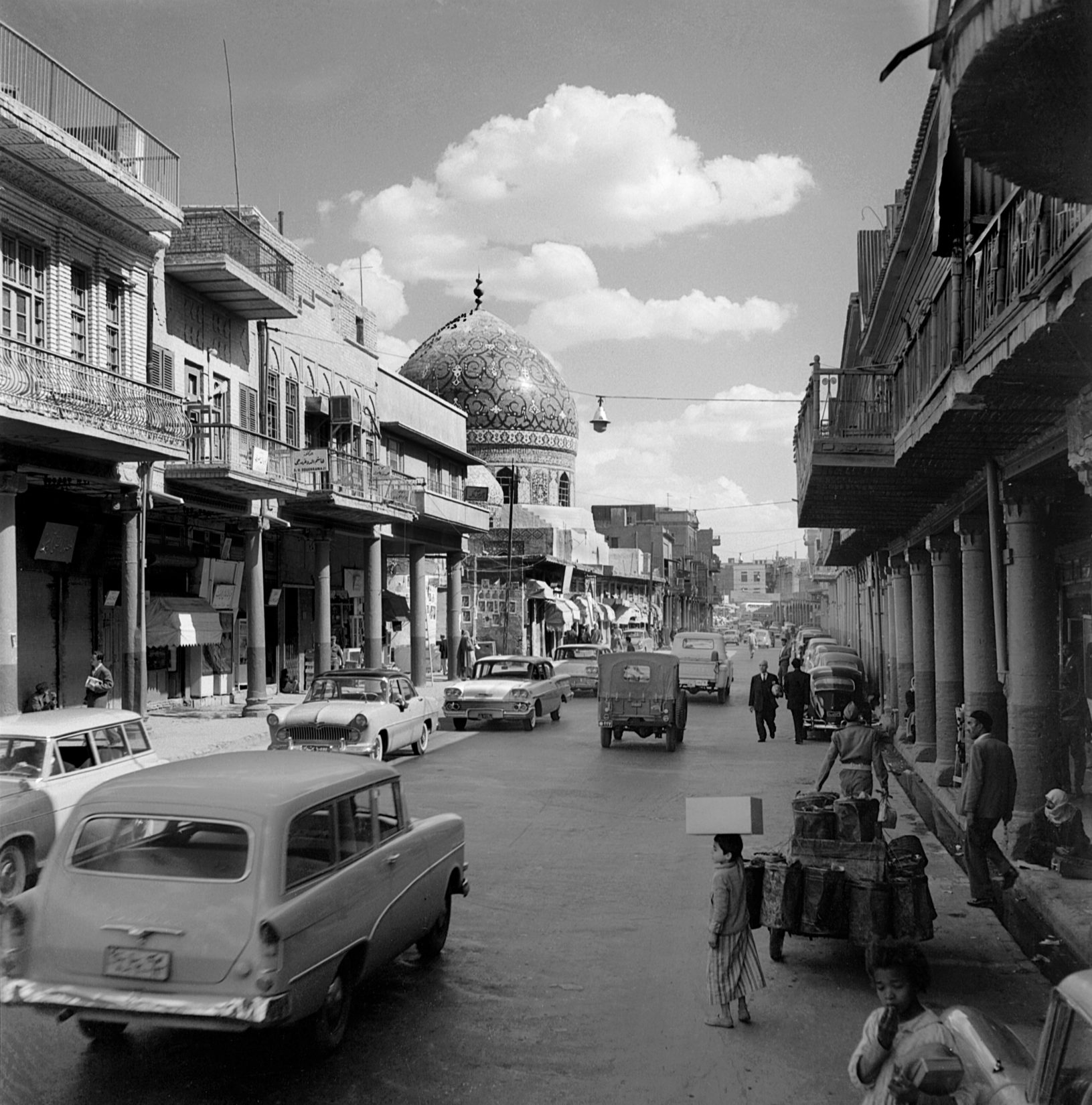
Latif al-Ani: Ulice Al-Rasheed, 1961
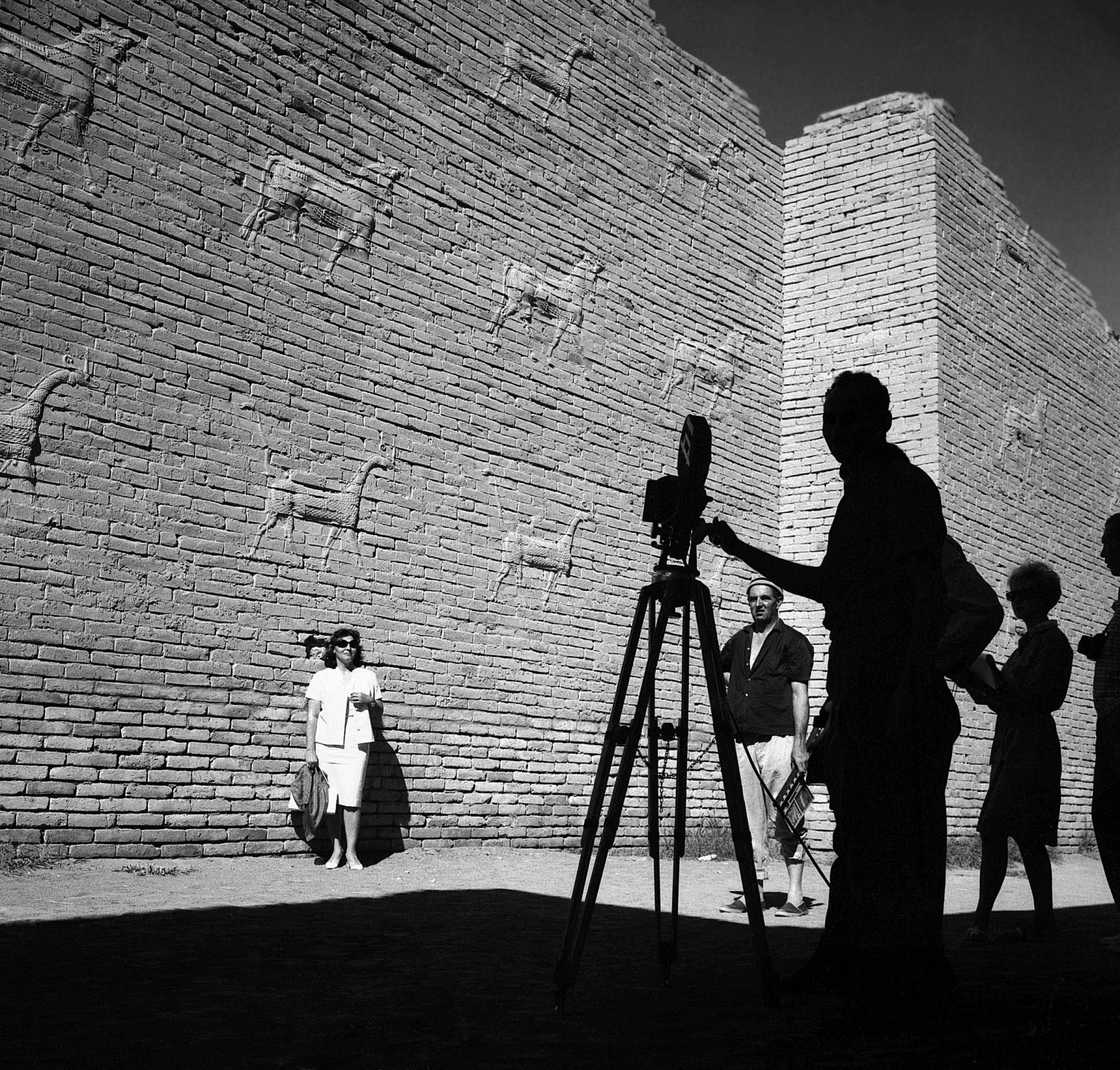
Latif al-Ani: Babylon, Irák, 1970
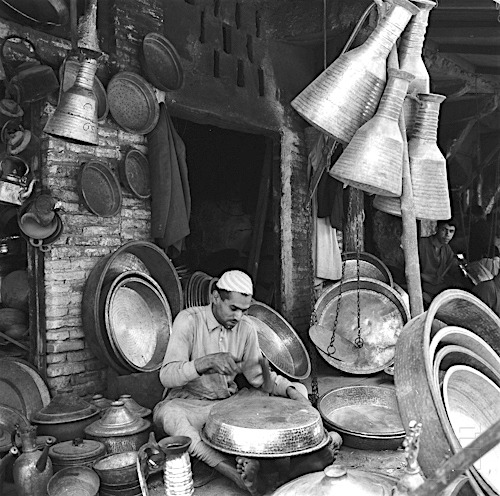
Latif al-Ani: Kovář vyrábí měděné mísy, Suq Al-Safafir, Bagdád, 1962